# Gnéhiri
Gnéhiri est un village de la Côte d'Ivoire, situé dans la division territoriale de Divo, à 15km de la ville de Divo sur l'axe Oumé-Divo.
La population s'élève à 8000 personnes et le village bénéficie d'une couverture totale en électricité et en eau potable. Depuis 1980, il dispose d'une maternité et d'un dispensaire. Le village de Gnéhiri est le seul village dans le canton qui dispose d'une forêt sacré "ABOGA"[Quoi ?] qui regorge de singes.